# Simplicio Caravita
Simplicio Caravita (Napoli, 1639 circa – 1º febbraio 1701) è stato un arcivescovo cattolico italiano.

## Biografia
Nato a Napoli probabilmente nel 1639,  fu nominato arcivescovo metropolita di Amalfi da papa Innocenzo XI il 25 maggio 1682. Resse l'arcidiocesi fino al 1º febbraio 1701, giorno della sua morte.